# Overheadprojector

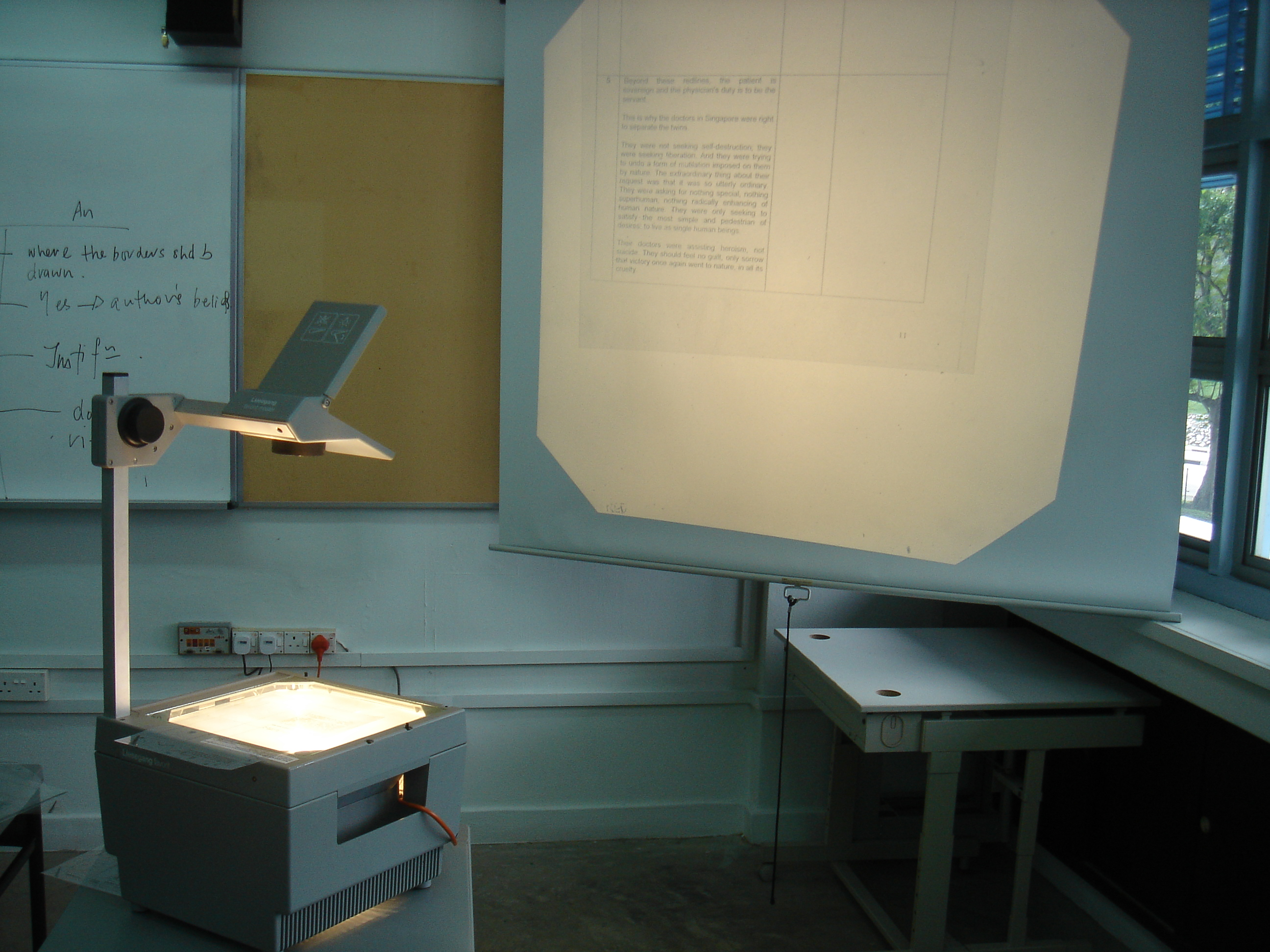
Overheadprojector

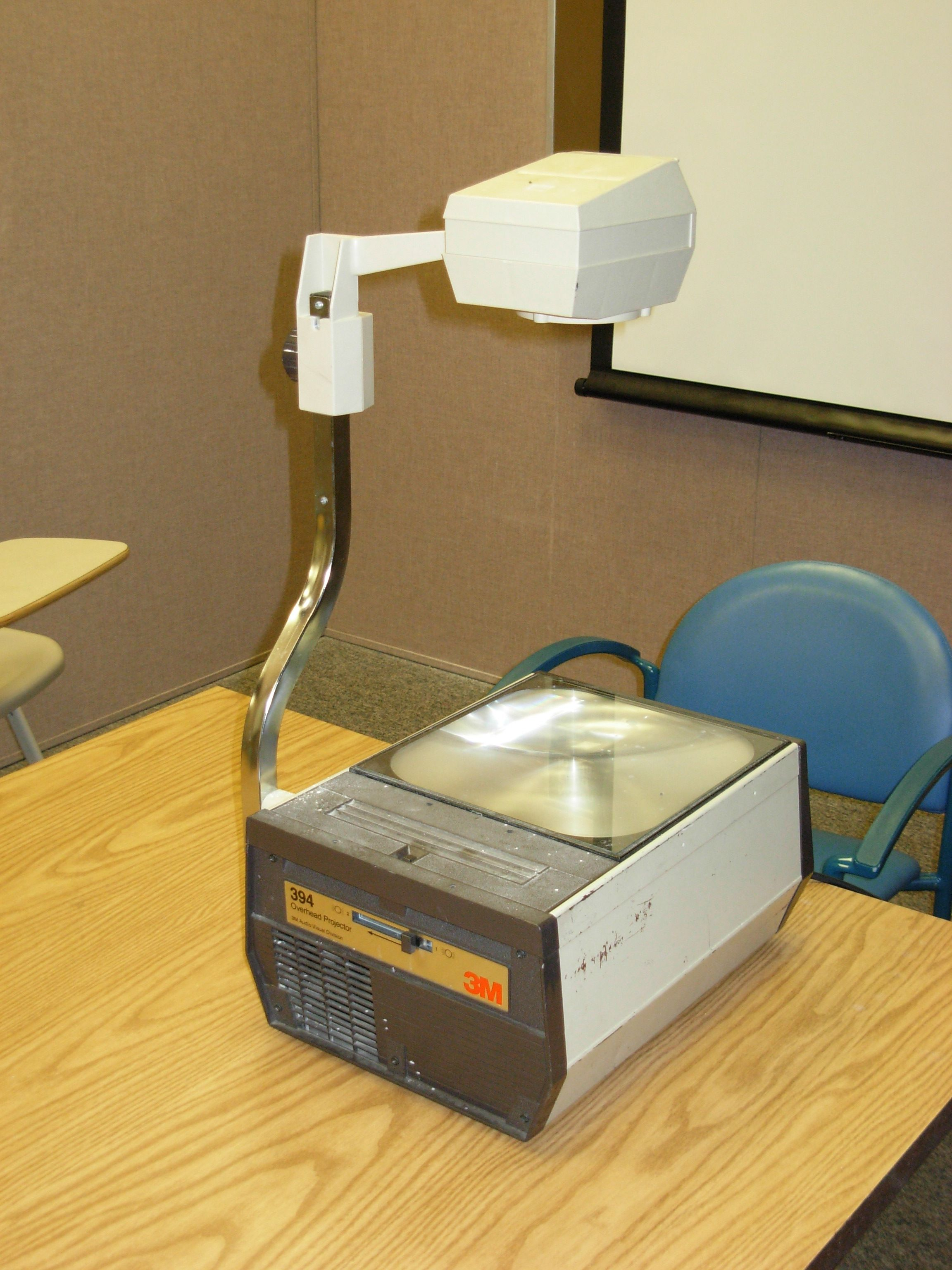
Overhead projector 3M

Een overheadprojector of retroprojector is een apparaat dat op transparant materiaal gedrukte afbeeldingen of gedrukte of geschreven tekst (een overheadsheet) op een scherm projecteert. De overheadprojector is de opvolger van het flanelbord en de flip-over en de voorloper van de videoprojector.
Het apparaat is vaak ingebouwd in een frame op zwenkwieltjes en het plateau waarop de te projecteren bladen liggen bevindt zich op ongeveer dezelfde hoogte als een tafelblad. Ook bestaan er modellen die op een lage tafel kunnen worden geplaatst. De te projecteren bladen zijn maximaal ca. 40 × 40 cm.
De overheadprojector heeft als voordeel dat de gebruiker tijdens de presentatie zittend of staand met een viltstift aantekeningen kan maken op ongeveer dezelfde grootte als op een notitieblok, zonder daarbij met de rug naar het publiek te staan. Ook kan men met behulp van een overheadprojector een afbeelding projecteren op en op het scherm of op de muur bevestigd stuk papier om deze over te trekken, zodat deze bijvoorbeeld kan worden geschilderd.

## Optiek
Het te projecteren vel (een los vel, of een gedeelte van folie op een rol) ligt op een glasplaat. Het licht van de lichtbron wordt met behulp van een condensor gelijkmatig over het vel verdeeld. Om een A4-vel te kunnen projecteren, moet een groot oppervlak egaal worden belicht. Omdat een geschikte condensorlens dan vrij dik en dus zwaar zou worden, wordt hiervoor gewoonlijk een fresnellens gebruikt.
Een eind boven de glasplaat bevindt zich een objectief, dat een beeld recht omhoog projecteert. Vlak boven dit objectief zit een schuine, vlakke spiegel, waarvan de hoek instelbaar is. Deze spiegel projecteert het door het objectief gevormde beeld naar voren op het projectieoppervlak (scherm of wand). Door de hoogtepositie van de objectief-spiegelcombinatie te veranderen, kan het beeld worden scherpgesteld. De hoek die deze spiegel met de verticaal maakt, is instelbaar, zodat het beeld hoger of lager kan worden geprojecteerd, afhankelijk van waar het projectiescherm zich bevindt. De brandpuntsafstand van het objectief bepaalt, samen met het scherpstelbereik, de minimale en de maximale afstand tussen de projector en het projectieoppervlak.